# Brown Hill (South Australia)
Brown Hill är en kulle i Australien. Den ligger i kommunen Mitcham och delstaten South Australia, nära delstatshuvudstaden Adelaide. Toppen på Brown Hill är 310 meter över havet, eller 19 meter över den omgivande terrängen. Bredden vid basen är 0,36 km.
Runt Brown Hill är det ganska tätbefolkat, med 222 invånare per kvadratkilometer.. Närmaste större samhälle är Adelaide, nära Brown Hill. 
I omgivningarna runt Brown Hill växer huvudsakligen savannskog. Genomsnittlig årsnederbörd är 729 millimeter. Den regnigaste månaden är juni, med i genomsnitt 133 mm nederbörd, och den torraste är december, med 21 mm nederbörd.